# Маний Туллий Лонг
Маний Туллий Лонг (лат. Manius Tullius Longus; умер в 500 году до н. э., Рим, Римская республика) — римский политический деятель, консул 500 года до н. э., единственный известный по источникам патриций из рода Туллиев.

## Биография
Маний Туллий стал консулом в 500 году до н. э. вместе с Сервием Сульпицием Камерином Корнутом). Согласно Титу Ливию, в течение этого консульского срока не было «ничего достопамятного». Дионисий Галикарнасский сообщает о начале войны с Фиденами, в которой римскую армию возглавил Маний Туллий. Он беспрепятственно разграбил вражескую территорию и осадил Фидены, но позже вернулся в Рим со всем войском, узнав о заговоре в городе, и принял участие в наказании заговорщиков. В том же году во время священных игр Маний Туллий упал с колесницы и умер спустя три дня.
Исследователи уверены в том, что рассказ о заговоре, войне с Фиденами и гибели консула на играх неисторичен. Все эти события могли быть выдуманы для насыщения скудной древней традиции деталями, а отправной точкой мог стать номен Лонга — Туллий, такой же, как у Марка Туллия Цицерона, раскрывшего в 63 году до н. э. заговор Катилины. При этом антиковеды не сомневаются в том, что действительно существовали патрицианский род Туллиев и консул по имени Маний Туллий Лонг. Аргумент в пользу этого — известия о царе Сервии Туллии, который жил поколением раньше Лонга.
Цицерон упоминает Лонга в трактате «Брут, или О знаменитых ораторах», когда говорит об обилии ошибок в трудах по истории Рима. «Например, — пишет он, — говорится о переходе предка из патрициев в плебеи, когда люди низкого происхождения производят себя от знатного рода, носящего то же имя, — вот как если бы я сказал, будто происхожу от патриция Мания Туллия, который был консулом вместе с Сервием Сульпицием на десятый год после изгнания царей».